# Sóknardalr
Sóknardalr är det första fullängds studioalbumet av det norska black metal-bandet Windir. Albumet utgavs 1997 av skivbolaget Head Not Found.

## Låtförteckning
1. "Sognariket sine krigarar" – 5:35
2. "Det som var haukareid" – 5:40
3. "Mørket sin fyrste" – 7:26
4. "Sognariket si herskarinne" – 4:17
5. "I ei krystallnatt" – 5:15
6. "Røvhaugane" – 5:36
7. "Likbør" – 8:12
8. "Sóknardalr" – 5:48

Text och musik: Valfar

## Medverkande
Musiker (Windir-medlemmar)
- Valfar (Terje Bakken) – sång, gitarr, basgitarr, keyboard, dragspel

Bidragande musiker
- Steinarson – sång
- Steingrim (Jørn Holen) – trummor

Produktion
- Valfar  – producent, ljudmix, foto
- Krogh – ljudmix, omslagskonst, logo
- Jan Erik Bjørk – mastering, omslagsdesign